# David Hampshire
Pas d'image ? Cliquez ici
David Hampshire (né le 29 décembre 1917 à Mickleover dans le Derbyshire et mort le 25 août à Newton Solney dans le même comté) est un ancien pilote anglais de course automobile, qui s'illustra sur circuit dans l'immédiat après guerre. Il termine notamment second du British Empire Trophy 1948 sur ERA et participe à deux épreuves du championnat du Monde de Formule 1 en 1950, au volant d'une Maserati 4CLT/48.

## Résultats en championnat du monde de Formule 1
| Saison | Écurie              | Châssis          | Moteur              | Pneus  | GP disputés | Points inscrits | Classement |
| ------ | ------------------- | ---------------- | ------------------- | ------ | ----------- | --------------- | ---------- |
| 1950   | Scuderia Ambrosiana | Maserati 4CLT/48 | Maserati 4 en ligne | Dunlop | 2           | 0               | Nc.        |